# Masteria barona
Masteria barona – gatunek pająka z rodziny Dipluridae i podrodziny Masteriinae. Występuje endemicznie na Trynidadzie.

## Taksonomia
Gatunek ten opisany został po raz pierwszy w 1967 roku przez Arthura Mertona Chickeringa pod nazwą Accola barona. Jako miejsce typowe wskazano William Beebe Tropical Research Station w gminie Arima w Trynidadzie i Tobago. Do rodzaju Masteria omawiany gatunek przeniesiony został w 1983 roku przez Paola Marcella Brignoliego.

## Morfologia
Pająk o ciele długości od 2,8 do 4,6 mm. Karapaks i sternum są żółtawobrązowe. Sześcioro oczu rozmieszczonych jest dwóch szeregach; zanikowi uległa para przednio-środkowa. Oczy pary tylno-środkowej leżą nieco bardziej z przodu niż pary tylno-bocznej. Szczękoczułki mają 11 ząbków na przedniej krawędzi bruzdy i 10 lub 11 mniejszych ząbków w nasadowo-środkowej części bruzdy. Odnóża samca są żółtobrązowe, a samicy jasnobrązowe. Kolejność par odnóży od najdłuższej do najkrótszej to: IV, I, II, III. Odnóża pierwszej pary samca mają golenie z pierwszym wyrostkiem prolateralnym w formie zaokrąglonej ostrogi, drugim wyrostkiem prolateralnym w formie przysadzistego kolca o niezmodyfikowanej podstawie, a trzecim wyrostkiem prolateralnym zaopatrzonym w wystającą podstawę i dwa silne kolce szczytowe. Opistosoma (odwłok) u obu płci jest biaława. Genitalia samicy zawierają dwie spermateki, każda złożona z dwóch wyniesionych nieco ponad region gruczołowy, niefalistych płatów, z których zewnętrzny jest wydłużony z kulistawym wierzchołkiem, a wewnętrzny zbliżony do niego wysokością. Nogogłaszczki samca mają trzy razy dłuższą od cymbium goleń pozbawioną kolców w części tylno-bocznej, tak długie jak szerokie cymbium z pięcioma kolcami szczytowymi oraz wydłużony bulbus z krótkim tegulum i dwukrotnie od niego dłuższym, delikatnie zakrzywionym embolusem.

## Rozprzestrzenienie
Gatunek neotropikalny, karaibski, endemiczny dla północnego Trynidadu i Tobago w archipelagu Małych Antyli.